# Scandar Copti
Scandar Copti (إسكندر قبطي  nascut el 1975) és un director, guionista, actor i productor  àrab israelià. És conegut per examinar els problemes socials de la societat àrab a Israel a través dels seus treballs cinematogràfics.

## Biografia
Copti va néixer i es va criar a Jaffa, Tel Aviv, Israel. La seva mare, Mary, és educadora i directora d'escola a l'Escola Àrab Democràtica de Jaffa, i el seu pare, Ilya, és fuster.
Copti va rebre el seu B.Sc de la Facultat d'Enginyeria Mecànica de l'Technion - Israel Institute of Technology. Va estudiar interpretació i direcció al Teatre Technion, va interpretar (en àrab) a End - End dirigit per Ouriel Zohar l'any 2001 al Technion i al festival de Jerusalem. Antigament enginyer mecànic, també ha escrit, dirigit i muntat diversos curtmetratges de ficció, documentals i experimentals.
Copti viu amb la seva família a Abu Dhabi, ensenya cinema a una extensió local de la Universitat de Nova York i fa pel·lícules i art.

## Carrera
Copti va filmar una peça de vídeo, anomenada The Truth, amb Rabih Boukhari l'any 2003. Dos palestins de Jaffa visiten llocs no turístics de la ciutat, relatant la "història" del lloc com si fossin guies turístics presenta una sèrie de diàlegs contradictoris entre dos homes sobre històries fictícies que envolten diversos llocs, en les quals esdevenen llocs sagrats. Copti va utilitzar la tensió de l'argument per parlar i crear una narració històrica com a punt central d'aquesta peça de vídeo.  Copti i Boukhari van plantejar preguntes sobre l'aquí i ara, el passat i la reescriptura de les paraules per permetre'ns viure amb els seixanta anys, temps expropiat i un. Segons Tal Ben Zvi, aquest treball de vídeo planteja el tema de la memòria, el record i l'oblit, a la cultura palestina en general, i a la ciutat de Jaffa en particular, però irònicament això no genera. una narrativa nacional palestina significativa i representativa.
Les dificultats per als palestins que són àrabs israelians i fan pel·lícules amb finançament israelià es van revelar clarament quan Copti va dirigir el seu primer llargmetratge Ajami (2009) amb el cineasta israelià Yaron Shani, que va ser nominat a un Oscar va guanyar el Premi Ofir a Israel, la Càmera d’Or Menció Especial al Festival de Cinema de Canes. La seva pel·lícula també va ser nominada als Premis Oscar en la categoria de millor pel·lícula estrangera i ha guanyat més de 15 premis arreu del món. Ajami és la història d'un gueto àrab a la ciutat de Jaffa on la violència i l'odi són una realitat quotidiana. La base de la pel·lícula era captar la reacció davant l'opressió de l'estat i la sensació d'impossibilitat de la justícia mirant com l'element criminal esdevé un model a seguir per als joves de Jaffa.
En una entrevista a Channel 2, Copti va dir: "La pel·lícula no representa Israel perquè no puc representar l'Estat d'Israel, no puc representar un país que no em representa". Copti va dir que estava més preocupat perquè la pel·lícula va portar més de 200.000 persones als cinemes com l'èxit real en lloc de guanyar un Oscar, ja que volia obrir els ulls a la gent sobre la realitat dels àrabs al territori d'Israel a través de la pel·lícula. A més, va afegir: "No sols per això, tinc un problema per representar Israel, el problema és que no sols no hi ha voluntat de tractar els problemes, sinó que la gent molt ràpidament prefereix simplement negar l'altre costat." Tanmateix, el co-director israelià Shani va dir: "És una pel·lícula israeliana, representa, parla 'israelià' i tracta problemes relacionats amb Israel".
Així mateix, Limor Livnat, ministre d'Esports i Cultura, va dir:
| «              | En nom de la llicència artística i el pluralisme, la pel·lícula va rebre un pressupost de més de 12 milions de NIS. És trist que un director recolzat per l'Estat ignori els que l'han ajudat a crear i expressar-se. | » |
| — Limor Livnat | |   |

Segons David Sarange, Ajami és una representació de la llibertat artística d'Israel que és clau per a tota la creativitat cultural israeliana. A més, a diferència del que va proclamar Copti a les càmeres de Channel 2, potser no representa Israel, però la seva pel·lícula sí que ho fa.
El maig de 2018, Copti va dirigir una empresa de patents, CoptiCo, a la galeria Beit Hagefen, Haifa, Israel durant tres mesos. L'empresa fabrica i comercialitza productes intel·ligents dissenyats per resoldre problemes socials i culturals globals, especialment la societat palestina. Segons el lloc web, "La missió de CoptiCo és fer front als principals problemes que estan a l'agenda de les societats àrabs i fomentar la investigació i el desenvolupament en els camps de la pau, la convivència, la desigualtat de gènere i la solidaritat social".

## Filmografia

### Director i guionista
- 2024: Happy Holidays
- 2018: Afix (curt de vídeo)
- 2018: CoptiCo (Projecte curt de vídeo/producte de CoptiCo)
- 2018: iAshgar (Projecte de vídeo/producte de CoptiCo)
- 2018: Shishette (Projecte de vídeo/producte de CoptiCo)
- 2018: "Jonnie Mashi" (vídeo musical de Tamer Nafar)
- 2015: "Dam: Who are you" (vídeo musical)
- 2009: Ajami
- 2008: CFJ1 (curt documental)
- 2003: The Truth (vídeo curt)

### Actor
- 2016: Fair Trade (curt)
- 2013: The Buried Alive Videos (curt)
- 2009: Ajami
- 2006: Shalosh Ima'ot

### Productor
- 2018: Afix (curt de vídeo)
- 2018: CoptiCo (Projecte curt de vídeo/producte de CoptiCo)
- 2018: iAshgar (Projecte de vídeo/producte de CoptiCo)
- 2018: Shishette (Projecte de vídeo/producte de CoptiCo)
- 2009: Ajami
- 2003: The Truth (vídeo curt)